# 丽贝卡·哈泽
丽贝卡·哈泽（德語：Rebekka Haase，1993年1月2日—），德国女子田径运动员，2016年欧洲田径锦标赛女子4×100接力铜牌得主、2018年欧洲田径锦标赛女子4×100米接力铜牌得主、2022年世界田径锦标赛女子4×100米接力铜牌得主、2022年欧洲田径锦标赛女子4×100米接力金牌得主。